# Alica Schmidt
Alica Schmidt (* 8. November 1998 in Worms) ist eine deutsche Leichtathletin, Model und Influencerin. Als Leichtathletin hat sie sich auf den 400-Meter-Lauf und ab 2025 auf den 800-Meter-Lauf spezialisiert. Zu ihren größten Erfolgen zählt unter anderem die Teilnahme an den Olympischen Spielen 2024 in Paris. Seit 2021 steht Schmidt für das Modeunternehmen Hugo Boss auf dem Laufsteg und trat dabei unter anderem bei der Mailänder Modewoche auf.

## Leben

### Jugend
Alica Schmidt, geboren in Worms, wuchs ab dem ersten Lebensjahr in Ingolstadt auf, wo sie das Christoph-Scheiner-Gymnasium und die Fachoberschule besuchte. Nach dem Fachabitur 2017 zog sie nach Potsdam, um dort ihren Freund, den Kanuten Fredi Richter-Mendau, den sie seit ihrem 17. Lebensjahr kennt, zu begleiten. Parallel absolvierte sie ein Freiwilliges Soziales Jahr beim Leichtathletik-Verband Brandenburg und nahm ein Fernstudium in Medien- und Kommunikationsmanagement an der Hochschule Fresenius auf.

### Sportliche Karriere

#### 1998–2017: Jugendzeit und erster internationaler Erfolg
Schmidts sportliche Laufbahn begann bereits in der frühen Kindheit. Im Alter von etwa sechs oder sieben Jahren entdeckte sie die Leichtathletik für sich und probierte sich zunächst in verschiedenen Disziplinen aus. Ihre ersten Wettkampferfahrungen sammelte sie überwiegend auf Mittelstrecken (800 und 2000 Meter). Ab 2013 erweiterte sie ihr Wettkampfprogramm um den 400-Meter-Lauf und konzentrierte sich zunehmend auf diese Disziplin, ohne jedoch bis 2016 vollständig auf die Mittelstrecken zu verzichten. Seit 2009 war Schmidt Mitglied des MTV Ingolstadt und wurde dort von Reinhard Köchl trainiert.
Bei ihren ersten Deutschen Jugendmeisterschaften 2014 über 800 Meter schied Schmidt frühzeitig aus. Ein Jahr später qualifizierte sie sich über 400 Meter für das Finale der Deutschen Jugendmeisterschaften und verpasste als Vierte knapp eine Medaille. Ihre persönliche Bestleistung verbesserte sie auf 56,46 Sekunden und platzierte sich damit unter den besten zehn deutschen U18-Läuferinnen des Jahres. 2016 konnte sie an diesen Erfolg nicht anknüpfen und erreichte bei den Deutschen Jugendhallenmeisterschaften sowie den Deutschen U20-Jugendmeisterschaften jeweils einen Platz im Mittelfeld. Im Laufe der Saison steigerte sie sich jedoch erneut und lief über 400 Meter eine Zeit von 55,54 Sekunden.
Alica Schmidt sicherte sich 2017 bei den Deutschen Jugendhallenmeisterschaften in Sindelfingen in 55,56 Sekunden über 400 Meter die Bronzemedaille in der U20 und gewann damit ihre erste Medaille auf nationaler Ebene. In der Freiluftsaison steigerte sie ihre Bestleistung kontinuierlich und unterbot am 1. Juli in Mannheim mit 54,23 Sekunden die Norm für die Junioreneuropameisterschaften 2017 in Grosseto. Dort wurde sie sowohl über 400 Meter als auch in der 4-mal-400-Meter-Staffel nominiert. Über 400 Meter verzichtete sie auf einen Start, um sich voll und ganz auf die Staffel zu konzentrieren. Als Schlussläuferin sicherte sie im Vorlauf den Sieg und trug im Finale zum Gewinn der Silbermedaille bei. Ihre persönliche Bestzeit verbesserte sie in diesem Rennen „fliegend“ auf 53,92 Sekunden. Bei ihren letzten Deutschen Jugendmeisterschaften am 6. August bestätigte sie ihre Bestzeit über 400 Meter und gewann erneut Silber hinter Corinna Schwab.

#### 2017–2021: Wechsel zum SCC Berlin und  Olympische Spiele in Tokio

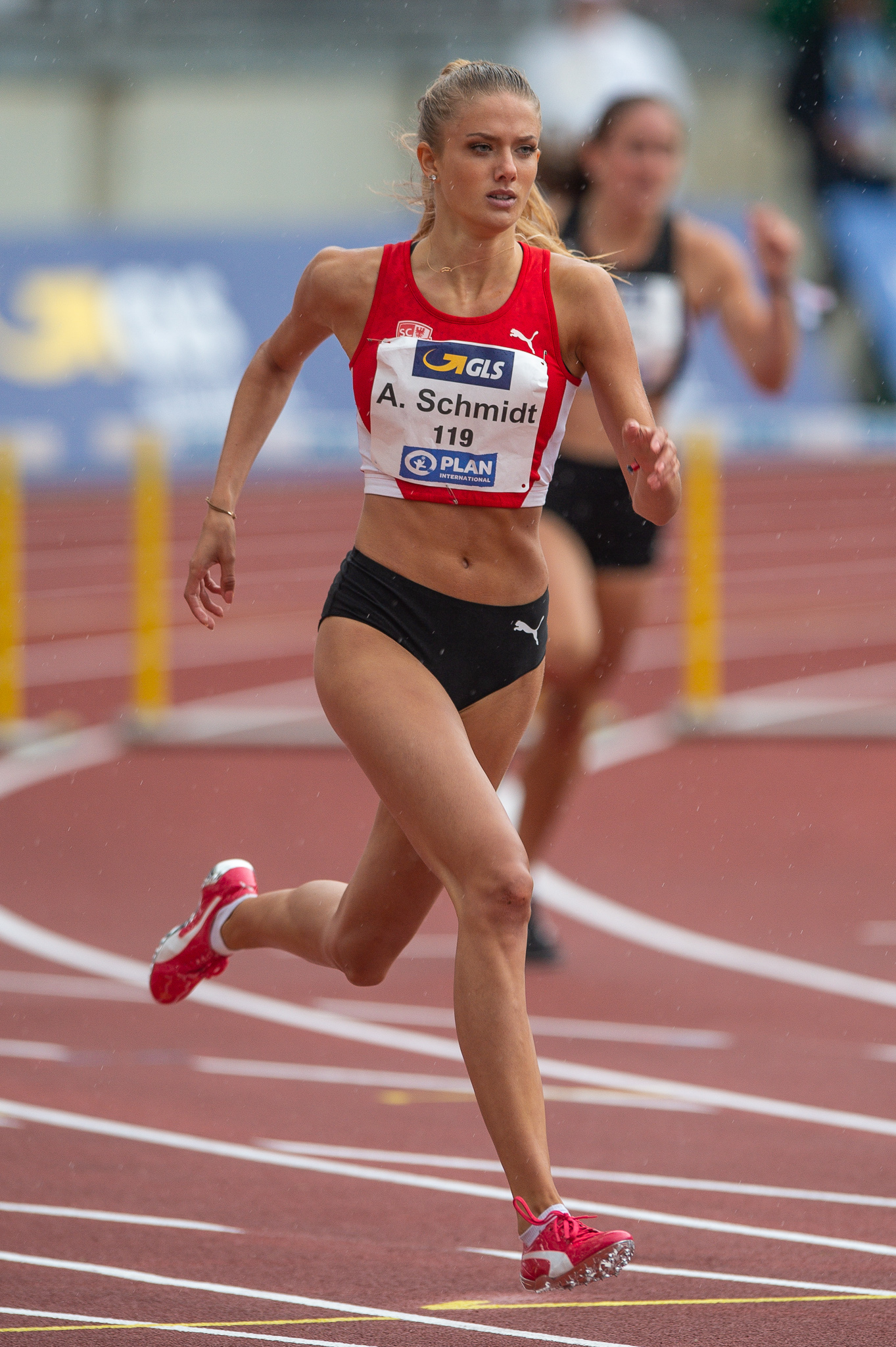
Schmidt bei den Deutschen Meisterschaften 2018

Zur Saison 2018 wechselte sie zum SC Potsdam und trainierte dort unter der Leitung von Kai-Uwe Meier und Frank Möller. Parallel zu ihren bisherigen Disziplinen wagte Schmidt 2018 den Einstieg in den 400-Meter-Hürdenlauf. Bei den Deutschen U23-Meisterschaften in Heilbronn sicherte sie sich über diese Distanz die Silbermedaille, während sie bei den Deutschen Meisterschaften in Nürnberg den fünften Platz belegte.
Im Jahr 2019 schloss sie sich dem SCC Berlin an und wurde Teil der Trainingsgruppe von Nachwuchsbundestrainer Sven Buggel. In diesem Jahr erzielte Alica Schmidt zahlreiche Erfolge auf nationaler und internationaler Ebene. Bei den Deutschen U23-Meisterschaften in Wetzlar gewann sie die Bronzemedaille über 400 Meter und sicherte sich gemeinsam mit ihrer Staffel die Silbermedaille in der 4-mal-400-Meter-Staffel. Zudem errang sie bei den Deutschen Hochschulmeisterschaften die Silbermedaille über 400 Meter und bei den U23-Europameisterschaften in Gävle die Bronzemedaille mit der 4-mal-400-Meter-Staffel.
Im Jahr 2020 nahm Schmidt im Januar am Indoor Meeting Karlsruhe teil, welches Teil der World Athletics Indoor Tour war. Im August startete sie beim Internationalen Leichtathletik-Meeting „Anhalt 2020“, einer Veranstaltung der World Athletics Continental Tour 2020.
Alica Schmidt wurde im Februar 2021 für die 4-mal-400-Meter-Staffel bei den Halleneuropameisterschaften in Toruń  nominiert.
Alica Schmidt nahm mit der deutschen Mannschaft an den Olympischen Spielen 2021 in Tokio teil, konnte jedoch im Wettkampfgeschehen keine Disziplin bestreiten. Ihr Einsatz konzentrierte sich auf die 4-mal-400-Meter-Staffel. Sie wurde vom Deutschen Leichtathletik-Verband als Ersatzläuferin nominiert, trat im eigentlichen Wettkampf allerdings nicht an.

#### 2022–2024: Nationale Erfolge und Olympische Spiele in Paris
Im Februar 2022 nahm Alica Schmidt an den 69. Deutschen Hallenmeisterschaften teil, wo sie über 400 Meter mit einer persönlichen Bestzeit den zweiten Platz belegte. Dieser Erfolg sicherte ihr die Qualifikation für die Hallenweltmeisterschaften und bedeutete zugleich den Gewinn ihrer ersten Medaille im Erwachsenenbereich. Im Juni desselben Jahres errang sie bei den Deutschen Meisterschaften über 400 Meter die Bronzemedaille in 52,42 Sekunden. Bei den Europameisterschaften im August 2022 erreichte sie als Dritte ihres Vorlaufs das Halbfinale, schied dort jedoch aus. Im Finale der 4-mal-400-Meter-Staffel belegte sie mit ihrem Team den fünften Platz.
Im Jahr 2023 erzielte Alica Schmidt bei mehreren nationalen Leichtathletik-Wettkämpfen weitere Erfolge. Bei den 70. Deutschen Hallenmeisterschaften in Dortmund sicherte sie sich im Februar mit der 4-mal-200-Meter-Staffel den zweiten Platz. Im April nahm sie an den Deutschen Meisterschaften der Langstaffeln in Bietigheim-Bissingen teil und gewann mit sowohl der 4-mal-400-Meter-Staffel als auch der gemischten 4-mal-400-Meter-Staffel die Bronzemedaille. Bei den Deutschen Meisterschaften im Juli in Kassel konnte sie ihre Erfolgsserie fortsetzen und gewann erneut Bronze über 400 Meter.
Bei den Deutschen Hallenmeisterschaften 2024 in Leipzig errang Alica Schmidt über 400 Meter in 52,95 Sekunden die Silbermedaille. Noch am selben Tag sicherte sie sich mit der 4-mal-200-Meter-Staffel des SCC Berlin, gemeinsam mit Skadi Schier, Michelle Janiak und Nadine Reetz, in einer Zeit von 1:35,42 Minuten den ersten Platz. Bei den Europameisterschaften in Rom erreichte sie im Juni 2024 mit der deutschen 4-mal-400-Meter-Staffel das Finale. Ende Juni nahm sie an den Deutschen Meisterschaften in Braunschweig teil und gewann über 400 Meter in 52,70 Sekunden die Bronzemedaille.
Bei den World Athletics Relays Anfang Mai 2024 in Nassau qualifizierte sich Alica Schmidt mit der deutschen 4-mal-400-Meter-Mixed-Staffel, bestehend aus Manuel Sanders, Emil Agyekum und Johanna Martin, durch einen dritten Platz im Hoffnungslauf in 3:13,85 Minuten für die Olympischen Sommerspiele in Paris. Bei den Olympischen Spielen trat Schmidt sowohl in der 4-mal-400-Meter-Staffel als auch in der 4-mal-400-Meter-Mixed-Staffel an, schied jedoch in beiden Wettbewerben bereits in der Vorrunde aus.

#### Seit 2025
Nach der Teilnahme an den Olympischen Spielen 2024 in Paris vollzog Alica Schmidt einen Disziplinwechsel und fokussierte ihr Training fortan auf die 800-Meter-Distanz. Im Anschluss an zwei Trainingslager in Südafrika absolvierte Schmidt beim Hallenmeeting in Erfurt ihren ersten Wettkampf über diese Distanz. Sie beendete das Rennen auf dem sechsten Rang mit einer Zeit von 2:05,57 Minuten.
Bei den Deutschen Meisterschaften 2025 in Hamburg gewann Schmidt am 4. Mai 2025 gemeinsam mit Lena Leege, Michelle Janiak und Anouk Krause-Jentsch die Goldmedaille in der 4-mal-400-Meter-Staffel der Frauen. Das Quartett des SCC Berlin erreichte eine Zeit von 3:39,71 Minuten.

### Karriere als Model und Medienpersönlichkeit
Alica Schmidt erlangte ab September 2017 über ihre sportlichen Leistungen hinaus eine breite Bekanntheit, nachdem ein US-amerikanischer Blog sie als heißeste Leichtathletin der Welt bezeichnete. Diese mediale Aufmerksamkeit führte zu zahlreichen Berichten über sie, sowohl in internationalen als auch in nationalen Medien. Auslöser dieser Entwicklung waren Urlaubsbilder, die ihr Freund aufgenommen und die sie auf ihrem Instagram-Account geteilt hatte. Die Folge war ein rasant ansteigender Zuwachs an Followern, der von anfänglich rund 17.000 auf über 100.000 innerhalb kurzer Zeit anstieg.
Im Jahr 2020 unterzeichnete Alica Schmidt einen Sponsorenvertrag mit dem Modeunternehmen Hugo Boss. Bei der Mailänder Modewoche nach den Olympischen Spielen erweiterte Schmidt ihr Tätigkeitsfeld im Modelbereich. Hierbei teilte sie sich die Bühne mit etablierten Topmodellen wie Gigi Hadid und Irina Shayk.
Im Jahr 2022 wurde sie von einer unabhängigen Jury in die renommierte Forbes-Liste „30 unter 30“ aufgenommen, welche junge europäische Persönlichkeiten auszeichnet, die durch ihre innovativen Ideen und Leistungen einen signifikanten Einfluss auf Wirtschaft und Gesellschaft nehmen.
Aktuell (Januar 2025) ist sie auf der Plattform Instagram die reichweitenstärkste deutsche Leichtathletin mit 5,7 Millionen Followern. Auf der Plattform TikTok folgen ihr 2,2 Millionen Menschen.

## Persönliche Bestzeiten
Halle
- 60 Meter: 7,73 s, 22. Januar 2021, Chemnitz
- 200 Meter: 24,19 s, 8. Februar 2020, Leipzig
- 400 Meter: 52,80 s, 27. Februar 2022, Leipzig

Freiluft
- 100 Meter: 12,03 s (+0,5 m/s), 28. August 2020, Berlin
- 200 Meter: 23,94 s (+3,1 m/s), 22. August 2020, Berlin
- 400 Meter: 52,07 s, 3. September 2023, Berlin
- 800 Meter: 2:03,21 min, 15. Juli 2025, Luzern

## Leistungsentwicklung
Auflistung der persönlichen Jahresbestzeiten über Sprintstrecken ab 2013 in s.
|      | 60 m | 100 m | 200 m | 400 m |
| ---- | ---- | ----- | ----- | ----- |
| 2013 |      | 13,37 |       | 59,80 |
| 2014 |      | 13,41 | 26,80 | 57,87 |
| 2015 |      | 13,33 | 26,20 | 56,46 |
| 2016 | 8,22 | 12,84 | 25,63 | 55,54 |
| 2017 | 8,03 | 12,50 | 24,83 | 54,23 |
| 2018 | 8,11 | 12,67 | 25,00 | 54,61 |
| 2019 | 7,81 |       | 24,51 | 53,66 |
| 2020 | 7,83 | 12,03 | 23,94 | 52,21 |
| 2021 | 7,73 |       | 24,14 | 52,72 |
| 2022 |      |       | 24,15 | 52,32 |
| 2023 |      |       |       | 52,07 |

## Erfolge
National
- 2025: 1. Platz Deutsche Meisterschaften Langstaffeln (4 × 400 m)
- 2024: 3. Platz Deutsche Meisterschaften (400 m)
- 2024: 1. Platz Deutsche Hallenmeisterschaften (4 × 200 m)
- 2023: 3. Platz Deutsche Meisterschaften (400 m)
- 2023: 3. Platz Deutsche Meisterschaften Langstaffeln (4 × 400 m, 4 × 400 m Mixed)
- 2023: 2. Platz Deutsche Hallenmeisterschaften (4 × 200 m)
- 2022: 3. Platz Deutsche Meisterschaften (400 m)
- 2022: 2. Platz Deutsche Hallenmeisterschaften (400 m)
- 2019: 3. Platz Deutsche U23-Meisterschaften (400 m)
- 2019: 2. Platz Deutsche U23-Meisterschaften (4 × 400 m)
- 2019: 2. Platz Deutsche Hochschulmeisterschaften (400 m)
- 2018: 2. Platz Deutsche U23-Meisterschaften (400 m Hürden)
- 2017: 3. Platz Deutsche U20-Hallenmeisterschaften (400 m)
- 2017: 2. Platz Deutsche U20-Meisterschaften (400 m)
- 2016: 4. Platz Deutsche U20-Meisterschaften (400 m)
- 2015: 4. Platz Deutsche U18-Meisterschaften (400 m)

International
- 2019: 3. Platz U23-Europameisterschaften (4 × 400 m)
- 2017: 2. Platz U20-Europameisterschaften (4 × 400 m)